# Deep Ecliptic Survey

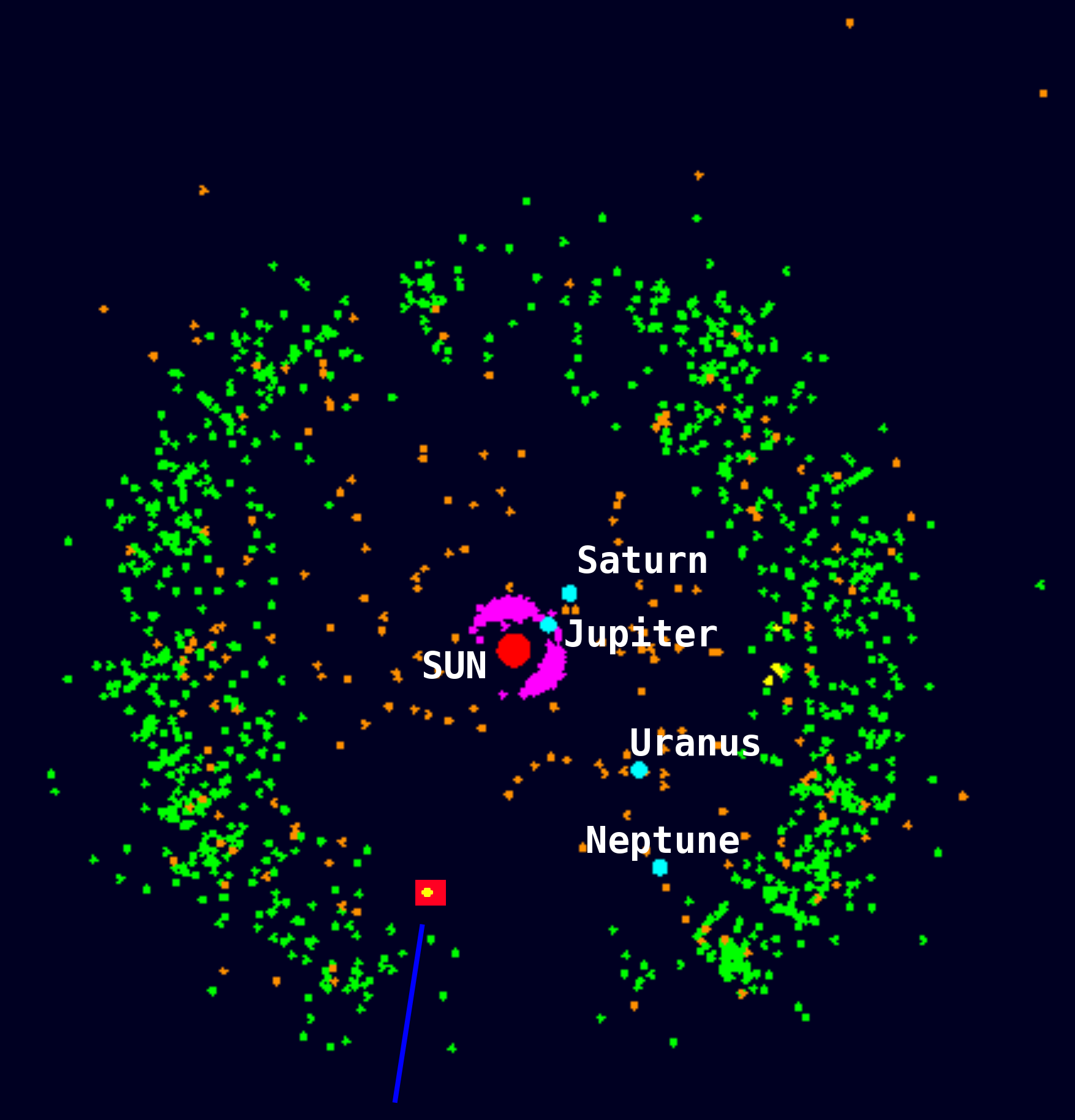
Posizionamento di alcuni oggetti nella fascia di Kuiper

Il Deep Ecliptic Survey è un progetto statunitense volto all'individuazione di nuovi oggetti all'interno della fascia di Edgeworth-Kuiper, guidato da Robert L. Millis.

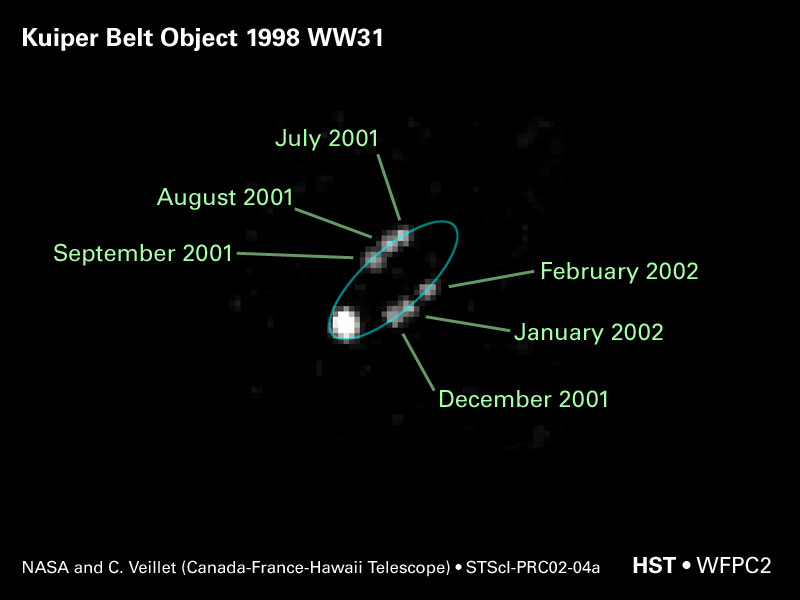
Rilevazione dell'oggetto 1998 WW31

Fra le scoperte principali, i planetoidi Chaos, Issione e Deucalione.

## Storia
David Jewitt e Jane Luu dell'Università delle Hawaii hanno scoperto il primo oggetto della Cintura di Kuiper nel 1992; da allora molti astronomi si sono messi al lavoro esplorando la zona oltre l'orbita di Nettuno, dove orbitano decine di migliaia di questi oggetti (comunemente chiamati KBO), come Marc W. Buie, Robert L. Millis, Larry Wasserman, James L. Elliot e Mark Wagner.
| LINEAR NEAT Spacewatch LONEOS | CSS Pan-STARRS NEOWISE Altri |

Oggetti NEO rilevati da indagini dedicate:

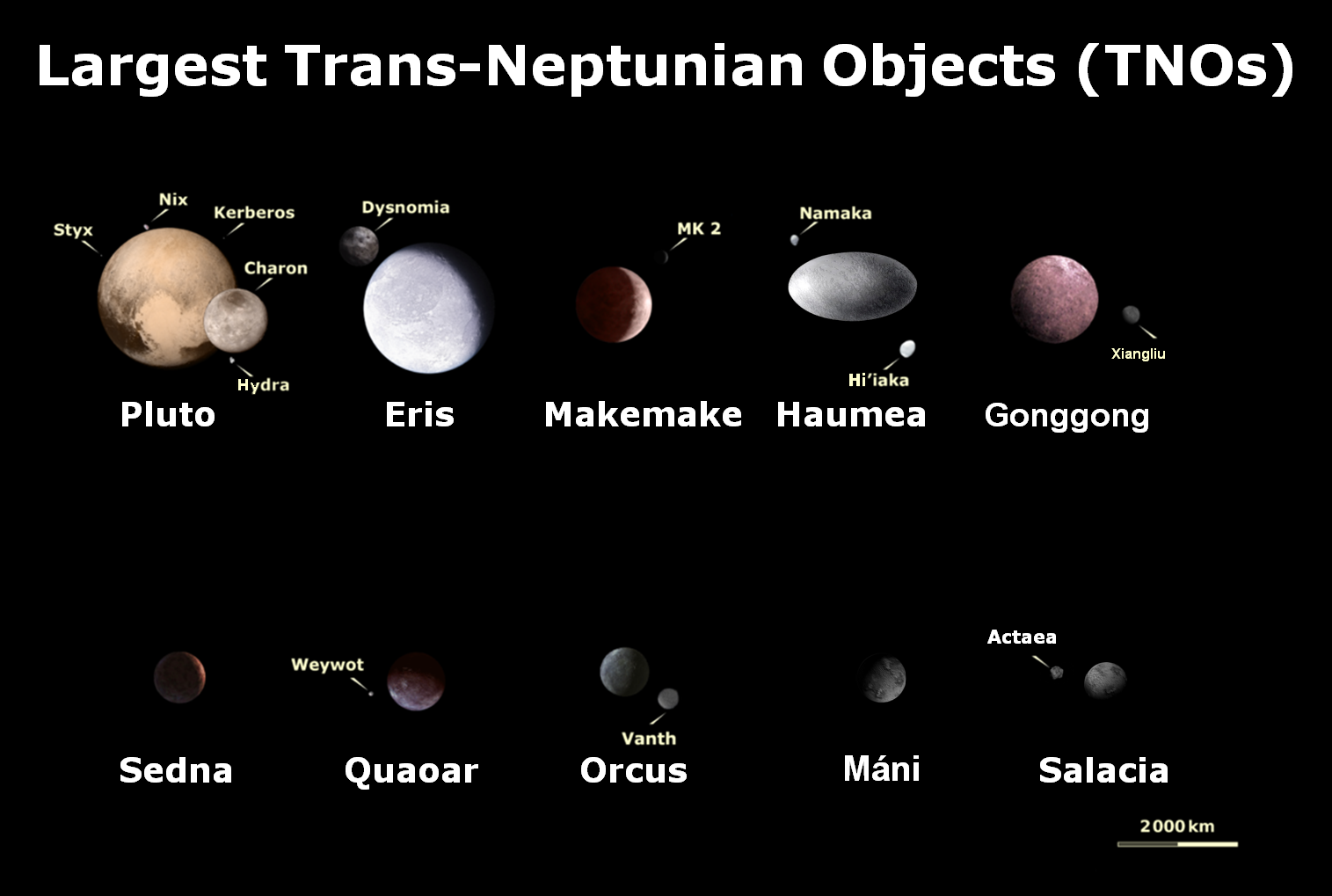
Comparazione fra diversi oggetti della fascia di Kuiper

Presso le strutture del National Optical Astronomy Observatory, formato dagli osservatori di Kitt Peak National Observatory, Cerro Tololo Inter American Observatory e NOAO Gemini Science Center, un team di astronomi si è prefisso di indagare, scoprire e valutare forma e portata della cintura e soprattutto di determinare le orbite di quegli oggetti che vi risiedono. La struttura di questa organizzazione prevede la collaborazione dei membri del team per monitorare e condividere le informazioni ottenute, coinvolgere astronomi addetti alla ricerca di KBO ed altri oggetti e mettere a disposizione le immagini e i dati raccolti a coloro che ne sono interessati per scopi scientifici o didattici.
La scoperta della fascia di Kuiper ha contribuito allo sviluppo delle conoscenze riguardanti l'astronomia planetaria in quella vasta zona oltre l'orbita di Nettuno che si credeva essere vuota, a parte la presenza di  Plutone e Caronte, e che invece ora si stima abbia una presenza di {\displaystyle 10^{5}} oggetti. Ogni notte serena grazie all'indagine ed al contributo della sensibilità della fotocamera a mosaico si possono scoprire dai 15 ai 20 oggetti nuovi. Molti sono di dimensioni asteroidali, ma pochi possono essere comparati alle dimensioni di Plutone. 
La vasta gamma dei loro colori finora osservata promette notevoli proprietà fisiche. L'indagine viene effettuata con l'ausilio  di telescopi di 4 m come quello di Blanco e Mayall e quello di Cerro Tololo e Kitt Peak. 
Gli obiettivi di questa indagine sono di determinare la distribuzione delle eccentricità orbitali e le diverse inclinazioni, la percentuale dei KBO che sono in risonanza orbitale e non, e quelli con orbite sparse; inoltre si cerca di capire il rapporto che potrebbe esistere tra la fascia di Kuiper e le polveri circumstellari. 
Le osservazioni fatte dal gruppo di Lowell combinate con quelle di altri osservatori hanno contribuito a definire la popolazione degli oggetti di questa fascia asteroidale. L'uso di una nuova tecnica per la ricerca degli oggetti in movimento è determinante per l'esito dell'indagine; infatti si fa uso di molte fonti di rilevamento automatico del computer, ma è anche importante l'analisi visiva diretta di tutti i dati; il cervello umano è un potente strumento per individuare il movimento. 
In passato la tecnica più usata era il lampeggiamento di più immagini registrate; questa tecnica ha portato alla scoperta di Plutone. 
Buie ha introdotto la tecnica del colore: una prima volta si fissa l'immagine in un piano rosso, una seconda volta in uno blu e verde. Una volta registrate le immagini, gli oggetti fissi diverranno di colore grigio, quelli in movimento assumeranno un colore rossastro il quale è facilmente rilevabile fra tutti gli oggetti grigi.